# At the Mercy of Men
At the Mercy of Men er en amerikansk stumfilm fra 1918 af Charles Miller.

## Medvirkende
- Alice Brady som Vera Souroff
- Frank Morgan som Nicho
- Jack W. Johnston som Boris Litofsky
- Robert Walker som Andreas
- C. Porches som Michael